# Kevin Thalien
Kevin Thalien (Colombes, 20 febbraio 1992) è un cestista francese.

## Carriera
Cresciuto nelle giovanili del Nancy, ha esordito in Pro A con la prima squadra nella stagione 2011-12. Dalla stagione seguente è al Bordeaux.
Con la Francia under 20 ha vinto la medaglia d'argento ai FIBA EuroBasket Under-20 2012.

## Palmarès
- Match des Champions: 1

Nancy: 2011